# (899) Jokaste
(899) Jokaste ist ein Asteroid des Hauptgürtels, der am 3. August 1918 vom deutschen Astronomen Max Wolf in Heidelberg entdeckt wurde.
Der Asteroid erhielt seinen Namen nach Iokaste, der Mutter des Oedipus.